# Distretto di Qinnan
Il distretto di Qinnan (钦南区S, Qīnnán QūP) è un distretto della Cina, situato nella regione autonoma di Guangxi e amministrato dalla prefettura di Qinzhou.